# Platysenta remissa
Condica vecors là một loài bướm đêm trong họ Noctuidae.